# 小針春芳
小針 春芳（こばり はるよし、1921年4月24日 - 2019年4月19日）は、栃木県那須郡高林村（現・那須塩原市）の元プロゴルファー。
晩年まで拠点は那須一筋であったため、「那須の神様」「那須の小天狗」の異名を持った。

## 来歴
実家は農業を営んでいたが、生活は苦しく、米飯が食えるのは盆か正月くらいで、後は稗か粟が毎日であった。小針はこうした家庭の実情の中、一念発起して働きに出ることになるが、高等小学校を卒業して国鉄の試験を受けるも色弱で不合格になった。夢破れた時に那須ゴルフ倶楽部がキャディを募集していたため、1936年に入社。色の識別ではゴルフを覚えた頃にも苦労があり、当時はグリーンのマークは赤い毛糸を使用していたが、判別できなかった小針だけ黄色であった。入社後はキャディ兼研修生となり、木の枝を削って造ったクラブで人目を避けながらボールを打って技術を覚えた。当時はキャディといえどもコースに出てボールを打つのはご法度であったため、来場者がいなくなってから、こっそりボールを打った。1940年の夏に関東プロの月例競技が那須GCで行われ、小針は研修生として競技に参加できた。1日36ホールで、午前の18ホールで並みいるプロを抑え69のコースレコードを叩き出す。36ホールを終わって日本オープンチャンピオンの浅見緑蔵とトップタイとなり、18ホールのプレーオフの結果は2位に終わったが、この大健闘が認められてプロに認定された。プレーオフも入れて1日54ホールであったが、自分のクラブもなく貸しクラブでの好成績であった。
栃木県プロ第1号となったが、同年12月に日本が戦争に突入。プロとして2試合に出場しただけで兵隊になり、10年以上ゴルフができなくなる。1941年に太平洋戦争が勃発すると、小針は日本陸軍の兵士として中国の山東省の第一線に派遣された。軍隊でも色の識別ができないため無線隊無線員で、手旗が不適当な無線士であった。次いでニューギニアに転戦して何度も死線を彷徨い、不幸にもマラリアに侵されたため復員。ニューギニアでは400人の部隊のうち生き残ったのは13人、その中の1人が小針であった。ゴルフのプロ生活に復帰してから後遺症に苦しめられたが、生来の我慢強さで克服した実績がある。
復員後もしばらくは農業に従事し、約10年間もクラブを握らなかった。プロとしてやるかどうか迷っていたが、1955年の関東プロで初優勝。当時は予選で16人に絞った後マッチプレーで争い決勝の相手は中村寅吉であったが、下馬評は圧倒的に中村で一時3ダウン。小針は「大敗できないぞ」と寄せ1で我慢して4&3で優勝した。この優勝でプロとしてやっていく自信が付き、1957年には日本オープンを優勝。同年は霞ヶ関カンツリー倶楽部で開催されたカナダカップ日本大会で日本代表スコアラーを務め、サム・スニード&ジミー・ディマレー（ アメリカ合衆国）をしっかり観察し、中村&小野光一ペアの優勝に貢献。フィリピンで行われた極東オープンにも中村と共に招待され、オランダ航空のプロペラ機で羽田空港から出発し、結果は中村が5位、小針は9位とまずまずの成績を残せた。
1958年には小野と共にカナディアンオープンに参戦し、1959年には自身もカナダカップ日本代表に選出され、中村とペアを組んだ。個人で中村は16位、小針30位、団体では13位に終わった。この年はとにかく暑く、最終日はギャラリー数人が熱射病で倒れた。小針らは優勝争いをしていた開催国のオーストラリアとアメリカの後ろの組であったため、1打ごとにしばらく待つという連続でプレーが遅くなった。中村は78、小針は最悪の84とパー70のコースで14オーバーと考えられないスコアを出してしまった。
1960年には日本オープンでは最終日の最終組で小野、陳清波（ 中華民国）と周り、一進一退の末に陳が抜け出して小針は2打差の2位となったはずであったが、試合後に3位の小野と風呂に入っていると「陳さんがスコア誤記で失格だ」と大騒ぎになった。マーカーの小野は気の毒な程に慌て、小針も「スコア誤記なんてあるんだ」と驚き、表彰式は落ち着かなかった。陳のスコア誤記で2度目の優勝を飾り、「日本ゴルフ初の事件」として有名になった。
1961年1月には初めてアメリカへ遠征し、ラッキー・ラガー招待に橘田規と共に参戦。ゲーリー・プレーヤー（ 南アフリカ共和国）が12アンダーで優勝したが、小針ら2人は3日目で敗退。この時に小針はアメリカの全ての大きさに驚き、こんな国と戦争しても勝てないはずだと納得した。
1962年のシンガポールオープンでは開催コースの距離感がホームの那須に似ていて合っていたのか、初日に4アンダー69でケル・ネーグル（ オーストラリア）と首位に並び、2日目には3アンダー70で、2位に4打差の単独首位に立った。現地での人気は凄く、小さなスイングから長打を飛ばす小針に観衆が肩をすくめて『クレイジー』と驚いた。3日目にはネーグルに1打差に迫られたが通算8アンダーで首位をキープするが、最終日にドライバーが飛ばなくなるなど伸び悩み、インで崩れて74で終わり、2位スタートの無名選手ブライアン・ウィルクス（南アフリカ）に最後の9ホールで逆転を許して2位に終わる 。パー73のコースで小針は69、70、72で8アンダーと好調で単独トップに立つが、ウィルクスとは2打差であった。最終日にアウトでさらに2打差がついて、バック9を残して4打差となる。油断したわけではなかったが、小針が38と乱れたら、何とウィルクスが33の爆発で大逆転を許してしまう。日本の新聞では2位で「日本の評価高めた小針」と褒められたが、当時の賞金は1位が60万円、2位が45万円であった。
高いティーアップや5番ウッドの名手として名を馳せ、夏はホームコースの那須で、冬場は倶楽部提携先の霞ケ関CCで倶楽部プロとして勤めながら、会員のレッスンを担当。ゴルフを題材とした漫画「風の大地」には、主人公の師匠として実名で登場していた。
2012年3月に中村や宮本留吉、林由郎らと7人同時に第1回日本プロゴルフ殿堂入りを果たしたが、唯一存命であったのが小針であった。
2019年4月19日、老衰のため那須塩原市の介護施設で死去。97歳没。葬儀は家族葬で既に済ませた。

## 主な優勝

### レギュラー
- 1955年 - 関東プロ
- 1957年 - 日本オープン、関東プロ
- 1959年 - 関東オープン
- 1960年 - 日本オープン
- 1961年 - 関東オープン、日本プログランドマンスリー

### シニア
- 1971年 - 日本プロシニア
- 1975年 - 日本プロシニア
- 1976年 - 関東プロシニア
- 1984年 - 関東プログランドシニア
- 1989年 - 関東プロゴールドシニア
- 1990年 - 関東プロゴールドシニア
- 1993年 - 関東プロゴールドシニア
- 1996年 - 関東プロゴールドシニア
- 1998年 - 関東プロゴールドシニア